# Лувийский язык
Лувийский язык — древний индоевропейский язык лувийцев, принадлежащий к анатолийской ветви.
Был распространён в XV—X веках до н. э. в южной части Хеттского царства, использовался также в административной сфере.

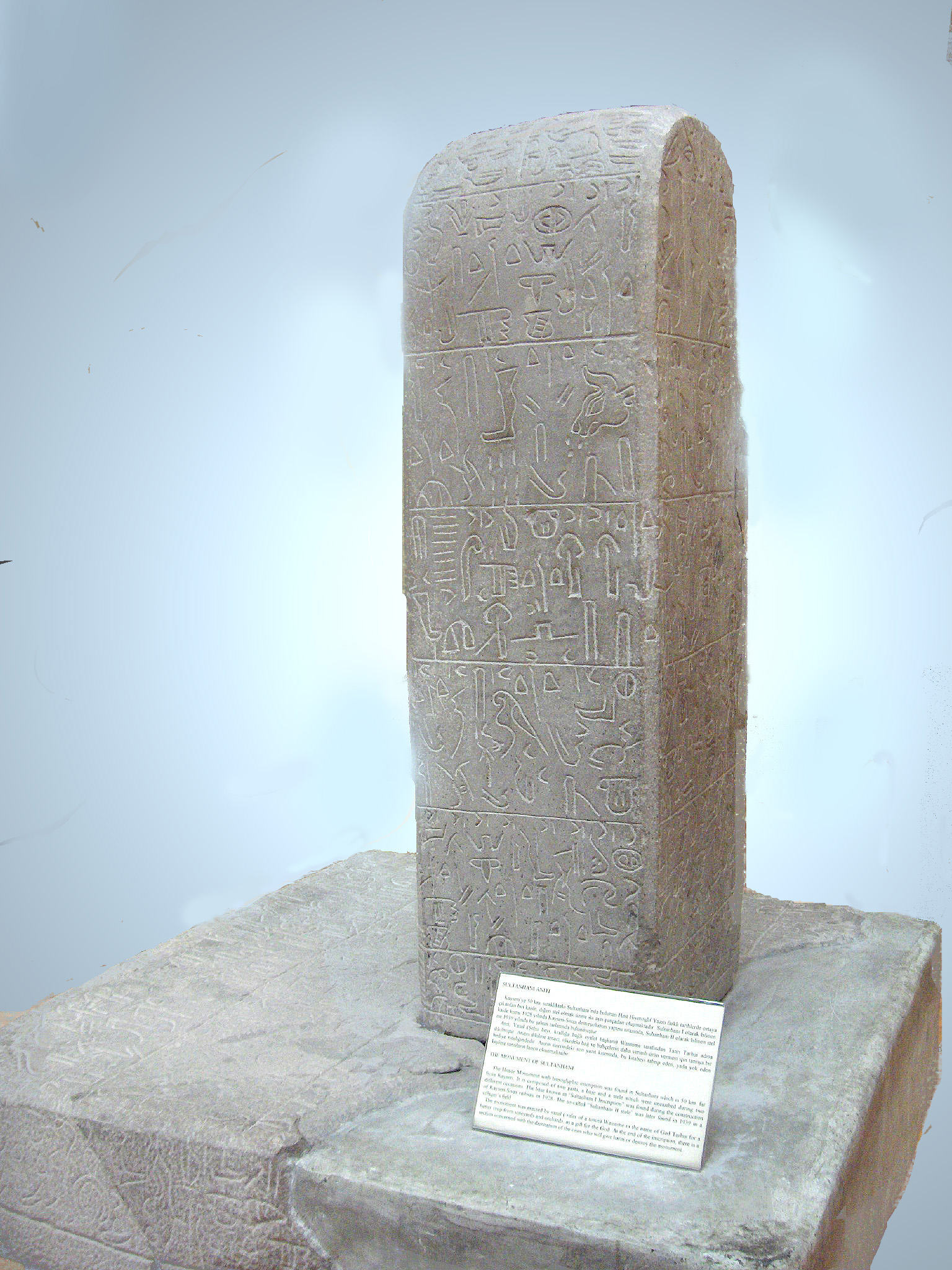
Стела с текстом, записанным лувийскими иероглифами.

Письменность — оригинальная смешанного характера (идеограммы и слоговые знаки), существовавшая на территории Малой Азии (лувийские иероглифы). Некоторые надписи выполнены клинописью, близкой к аккадской.
Лувийский язык дешифровал в начале XX века чешский учёный Бедржих Грозный, доказавший его принадлежность к индоевропейским языкам.
В 1990-е годы получило распространение мнение о том, что именно на лувийском языке говорили жители древней Трои. При раскопках города была обнаружена официальная канцелярская печать с лувийскими письменами.

## Классификация
Несколько других анатолийских языков – в частности, карийский, ликийский и милийский (также известный как ликийский B или ликийский II) – теперь обычно определяются как родственные лувийскому и как более тесно связанные друг с другом, чем остальные языки анатолийской ветви. Это говорит о том, что эти языки образовали подветвь в рамках анатолийской ветви. Некоторые лингвисты следуют за Крейгом Мелчертом, называя эту более широкую группу лувической, другие используют термин «лувийская группа» (в этом смысле «лувийский» означает несколько отдельных языков). Аналогичным образом, протолувийский может означать общего предка всей группы или просто предка лувийского (обычно, согласно соглашениям о наименовании деревьев, если ветвь называется лувийской, ее предок должен называться протолувийским или общим лувийским; на практике такие названия используются редко). Лувические языки - одна из трех основных подветвей анатолийской группы, наряду с хеттским и палайским.
Поскольку в лувийском языке имеется множество архаизмов, он считается важным для изучения индоевропейских языков в целом, других анатолийских языков и эгейских языков бронзового века. Эти архаизмы часто рассматриваются как подтверждение точки зрения о том, что праиндоевропейский язык имел три различных набора велярных согласных: простые велярные, палатовелярные и лабиовелярные. По Мелчерту, пра-и.е. *ḱ → лувийский z (вероятно, [ts]); *k → k; и *kʷ → ku (вероятно, [kʷ]). 

## Географическое и хронологическое распространение
Лувийский язык был одним из языков, на которых говорили во 2-м и 1-м тысячелетиях до н. э. группы в центральной и западной Малой Азии и северной Сирии. Самые ранние лувийские тексты в клинописной передаче засвидетельствованы в связи с королевством Киццуватна в юго-восточной Малой Азии, а также в ряде мест в центральной Малой Азии. Начиная с XIV века до н. э., носители лувийского языка стали составлять большинство в хеттской столице Хаттуса. Похоже, что ко времени распада Хеттской империи около 1180 г. до н. э. хеттский царь и царская семья были полностью двуязычными на лувийском языке. Долгое время после исчезновения хеттского языка, лувийский язык продолжал использоваться в новохеттских государствах Сирии, таких как Мелид и Каркемиш, а также в центральноанатолийском царстве Табал, которое процветало в VIII веке до н. э.
Ряд ученых в прошлом пытались утверждать, что родиной лувийцев была западная Анатолия. По словам Джеймса Меллаарта, самые ранние индоевропейцы на северо-западе Анатолии были всадниками, которые пришли в этот регион с севера и основали Демирджихёюк (провинция Эскишехир) во Фригии около 3000 г. до н. э. Они предположительно были предками лувийцев, населявших Трою II и широко распространившихся на полуострове Малая Азия. В качестве аргумента он ссылался на распространение нового типа гончарных изделий, изготовленных на круге (англ. Red Slip Wares). Согласно Меллаарту, протолувийские миграции в Анатолию происходили несколькими отдельными волнами на протяжении многих столетий. Недавний подробный обзор утверждений Меллаарта показывает, что его этнолингвистические выводы не могут быть обоснованы археологическими данными.
Были выдвинуты и другие аргументы в пользу обширного присутствия лувийцев в западной Анатолии в конце второго тысячелетия до н. э. В древнехеттской версии Хеттского кодекса некоторые, если не все, лувийскоязычные области назывались Лувия. Видмер (2007) утверждал, что микенский термин ru-wa-ni-jo, засвидетельствованный в линейном письме B, относится к той же области. но недавно было показано, что основа *Luwan- не существует. В испорченной поздней копии Хеттского кодекса географический термин Лувия заменен на Арцава, западное анатолийское царство, примерно соответствующее Мире и земле реки Сеха. Поэтому несколько ученых разделяют мнение, что лувийский язык был распространен — в разной степени — на большой части западной Анатолии, включая Трою (Вилуса), землю реки Сеха (Sēḫa ~ Sēḫariya, то есть греческая река Гермос и долина Кайкос) и царство Мира-Кувалия, центром которого была долина реки Меандр. Однако в ряде недавних публикаций географическая идентичность между Лувией и Арцавой была отвергнута или подвергнута сомнению. В постхеттскую эпоху регион Арцава стал известен как Лидия (ассир. Luddu, др.-греч. Λυδία), где в употреблении был лидийский язык. Название Лидия произошло от имени Лувия (лидийское *lūda- < *luw(i)da- < luwiya-, с регулярным лидийским изменением звука y > d). Лидийский язык, однако, не может считаться прямым потомком лувийского и, вероятно, даже не принадлежит к лувийской группе (см. Анатолийские языки). Поэтому ни один из аргументов в пользу лувийского языкового доминирования в Западной Малой Азии не может считаться убедительным, хотя этот вопрос продолжает обсуждаться.

## Лингвистическая характеристика

### Морфология

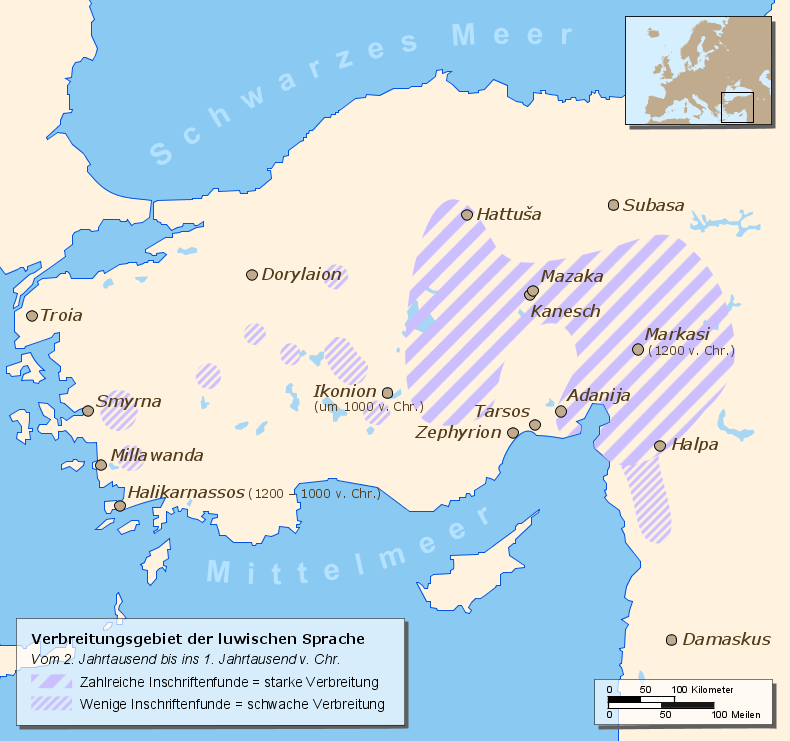
Распространение лувийского языка

#### Имя существительное
Различаются два рода — общий и средний, — и два числа — единственное и множественное.
| Падеж                        | Ед. число    | Мн. число    |
| ---------------------------- | ------------ | ------------ |
| Номинатив общего рода        | -s           | -anzi, -inzi |
| Аккузатив общего рода        | -n, -an      | -anzi, -inzi |
| Номинатив/Аккузатив ср. рода | -Ø, -n       | -a, -aya     |
| Генетив                      | -s, -si      | -            |
| Датив-Локатив                | -i, -iya, -a | -anza        |
| Аблатив-Инструменталис       | -ati         | -ati         |

#### Имя прилагательное
Прилагательные согласуются с определяемым словом в числе и роде. Формы для именительного и винительного падежей отличаются только у форм общего рода, и даже там только в единственном числе.
Формы основаны в основном на субстантивированном склонении существительного, где используется окончание -ass.
| Падеж                        | Ед. число | Мн. число |
| ---------------------------- | --------- | --------- |
| Номинатив Общ. рода          | -asis     | -asinzi   |
| Аккузатив Общего рода        | -asin     | -asinzi   |
| Номинатив/Аккузатив Ср. рода | -asanza   | -asa      |
| Датив-Локатив                | -asan     | -asanza   |
| Аблатив-Инструменталис       | -asati    | -asati    |

#### Местоимения
Лувийский имеет типичные для языков анатолийской группы личные местоимения, а также указательные местоимения c основами на apa- и za-/ zi-. Склонение схоже с хеттским. В третьем лице указательное местоимение apa- используется в качестве личного местоимения.
|             |           | Личные местоимения | Личные местоимения  | Притяжательные местоимения |
| ----------- | --------- | ------------------ | ------------------- | -------------------------- |
| самостоят.  | энклитич. | самостоят.         |                     |                            |
| Ед. число   | 1. лицо   | amu, mu            | -mu, -mi            | ama-                       |
| Ед. число   | 2. лицо   | tu, ti             | -tu, -ti            | tuwa-                      |
| Ед. число   | 3. лицо   | (apa-)             | -as, -ata, -an, -du | apasa-                     |
| Множ. число | 1. лицо   | anzas, anza        | -anza               | anza-                      |
| Множ. число | 2. лицо   | unzas, unza        | -manza              | unza-                      |
| Множ. число | 3. лицо   | (apa-)             | -ata, -manza        | apasa-                     |

#### Глагол
Лувийский язык различает 2 числа и три лица у глагола, как многие древние индоевропейские языки. Есть два наклонения: изъявительное (индикатив) и повелительное (императив), но не отмечены формы условного. Только формы действительного залога были выявлены, но предполагается также существование медиопассива (средне-страдательного залога). Различаются только две временные формы — настоящее и прошедшее, настоящее время принимает на себя и функции будущего.
|               |         | Настоящее время (презенс) | Прошедшее время (претерит) | Императив |
| ------------- | ------- | ------------------------- | -------------------------- | --------- |
| Единственное  | 1. лицо | -wi                       | -ha                        | -         |
| Единственное  | 2. лицо | -si                       | -ta                        | Ø         |
| Единственное  | 3. лицо | -ti(r)                    | -ta(r)                     | -tu(r)    |
| Множественное | 1. лицо | -mina                     | -hana                      | -         |
| Множественное | 2. лицо | -tani                     | -tan                       | -tanu     |
| Множественное | 3. лицо | -nti                      | -nta                       | -ntu      |

#### Лувийские притяжательные прилагательные
В то время, как хеттский даёт классический и.-е. суффикс -as род. пад. ед. числа и -an для род. мн., «канонический» лувийский, используемый клинописными текстами, использует вместо этого посессивный суффикс -assa для генитива в ед. числе и -assanz- для генитива во множественном числе. Так как этот суффикс был широко представлен в топонимах и других словах во многих регионах, прилегающих к Эгейскому морю, считалось, что он был употребителен в неиндоевропейских языках «Эгейского языкового союза», который сложился до прихода индоевропейскоязычных лувийцев и греческих племен.
Возможно, однако, считать лувийские притяжательные конструкции результатом падежной аттракции в индоевропейской именной фразе. Притяжательные прилагательные главным образом распространены в лувийских клинописных текстах региона Киццуватны, но в текстах железного века, выполненных в лувийской иероглифической передаче они чередуются с унаследованными формами генитива.
Специальная форма притяжательного прилагательного множественного числа ограничена лувийским Киццуватны и вероятно представляет результат структурного взаимодействия этой формы лувийского с хурритским языком.